# Wierzbica (gmina, Lublin)
Pour les articles homonymes, voir Wierzbica.
Wierzbica est une gmina rurale (gmina wiejska) du powiat de Chełm, dans la Voïvodie de Lublin, dans l'est de la Pologne.
Son siège administratif (chef-lieu) est le village de Wierzbica, qui se situe environ 17 kilomètres au nord-ouest de Chełm (siège du powiat) et 53 kilomètres à l'est de la capitale régionale Lublin (capitale de la voïvodie).
La gmina couvre une superficie de 146,36 km2 pour une population de 5 372 habitants en 2006.

## Histoire
De 1975 à 1998, la gmina est attachée administrativement à la voïvodie de Chełm.

Depuis 1999, elle fait partie de la voïvodie de Lublin.

## Géographie
La gmina inclut les villages et localités de :

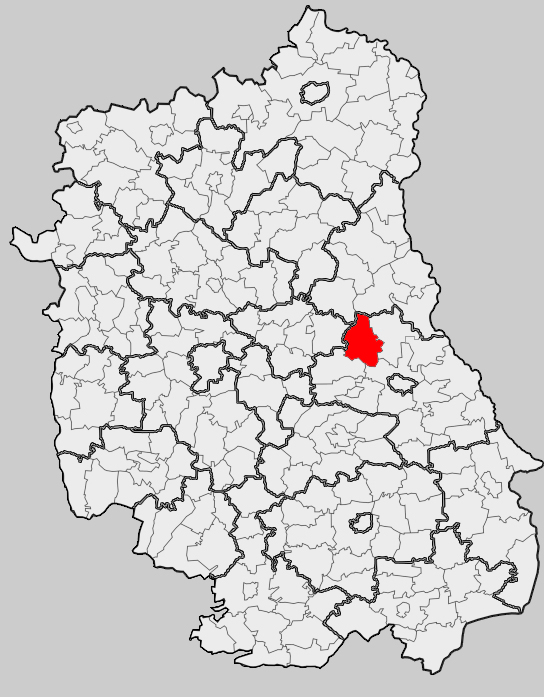
Position de la gmina dans la voïvodie

- Bakus-Wanda
- Busówno
- Busówno-Kolonia
- Buza
- Chylin
- Chylin Mały
- Chylin Wielki
- Helenów
- Kamienna Góra
- Kamienna Góra-Gajówka
- Karczunek
- Kozia Góra
- Ochoża
- Ochoża-Pniaki
- Olchowiec
- Olchowiec-Kolonia
- Pniówno
- Staszyce
- Święcica
- Syczyn
- Tarnów
- Terenin
- Werejce
- Wierzbica
- Wierzbica-Osiedle
- Władysławów
- Wólka Tarnowska
- Wólka Tarnowska-Osada
- Wygoda

### Gminy voisines
La gmina de Wierzbica est voisine de :

La ville de :
- Rejowiec Fabryczny

et des gminy suivantes :
- Chełm
- Cyców
- Hańsk
- Sawin
- Siedliszcze
- Urszulin

## Structure du terrain
D'après les données de 2002, la superficie de la commune de Wierzbica est de 146,36 kilomètres carrés, répartis comme telle :
- terres agricoles : 79 %
- forêts : 9 %

La commune représente 8,22 % de la superficie du powiat.

## Démographie
Données du 30 juin 2004:
| Description        | Total  | Total | Femmes | Femmes | Hommes | Hommes |
| ------------------ | ------ | ----- | ------ | ------ | ------ | ------ |
| Unité              | Nombre | %     | Nombre | %      | Nombre | %      |
| Population         | 5 433  | 100   | 2 733  | 50,3   | 2 700  | 49,7   |
| Densité (hab./km²) | 37,1   | 37,1  | 18,7   | 18,7   | 18,4   | 18,4   |